# پتورانلو دل مولیزه
پتورانلو دل مولیزه (به ایتالیایی: Pettoranello del Molise) یک کومونه در ایتالیا است که در استان ایسرنیا واقع شده‌است. پتورانلو دل مولیزه ۱۵٫۵ کیلومتر مربع مساحت و ۴۷۰ نفر جمعیت دارد.

## خواهرخوانده
شهرهای پرینستون، نیوجرسی و Princeton Township خواهرخوانده‌های پتورانلو دل مولیزه هستند.